# 80 mètres haies aux Jeux olympiques d'été de 1932
Navigation
Berlin 1936
L'épreuve du 80 mètres haies aux Jeux olympiques d'été de 1932 s'est déroulée les 3 et 4 août 1932 au Memorial Coliseum de Los Angeles, aux États-Unis. Elle est remportée par l'Américaine Mildred Didrikson Zaharias.

## Résultats

### Finale
| Rang               | Athlète                    | Pays                   | Marque | Note |
| ------------------ | -------------------------- | ---------------------- | ------ | ---- |
| Médaille d'or      | Mildred Didrikson Zaharias | États-Unis             | 11 s 7 | WR   |
| Médaille d'argent  | Evelyne Hall               | États-Unis             | 11 s 7 | WR   |
| Médaille de bronze | Marjorie Clark             | Union d'Afrique du Sud | 11 s 8 |      |
| 4                  | Simone Schaller            | États-Unis             | 11 s 8 |      |
| 5                  | Violet Webb                | Grande-Bretagne        | 11 s 9 |      |
| 6                  | Alda Wilson                | Canada                 | 12 s 0 |      |

### Séries
| Rang | Athlète                    | Pays                   | Temps  | Note   |
| ---- | -------------------------- | ---------------------- | ------ | ------ |
| 1    | Mildred Didrikson Zaharias | États-Unis             | 11 s 8 | Q, =WR |
| 2    | Simone Schaller            | États-Unis             | 11 s 8 | Q, =WR |
| 3    | Marjorie Clark             | Union d'Afrique du Sud | 11 s 9 | Q      |
| 4    | Elizabeth Taylor           | Canada                 | 12 s 0 |        |
| 5    | Michiko Nakanishi          | Japon                  | DNF    |        |

| Rang | Athlète            | Pays            | Temps  | Note |
| ---- | ------------------ | --------------- | ------ | ---- |
| 1    | Evelyne Hall       | États-Unis      | 12 s 0 | Q    |
| 2    | Violet Webb        | Grande-Bretagne | 12 s 1 | Q    |
| 3    | Alda Wilson        | Canada          | 12 s 1 | Q    |
| 4    | Felicja Schabińska | Pologne         | 12 s 8 |      |

## Légende
Records et Performances
- AR : Record continental (area record)
- CR : Record des championnats (championship record)
- MR : Record du meeting (meet record)
- NR : Record national (national record)
- OR : Record olympique (olympic record)
- PR : Record paralympique (paralympic record)
- PB : Record personnel (personal best)
- SB : Meilleure performance personnelle de la saison (season's best)
- WL : Meilleure performance mondiale de l'année (world leader)
- WJR : Record du monde junior (world junior record)
- WR : Record du monde (world record)

Circonstances et Conditions
- DNF : N'a pas terminé (did not finish)
- DNS : N'a pas pris le départ (did not start)
- DQ : Disqualification (disqualification)
- NM : Aucun essai valable enregistré (No Mark)
- Q : Qualifié « directement » au prochain tour (ou à la prochaine compétition), lors d'une compétition majeure, grâce au classement ou à la réalisation des minima (automatic qualifier)
- q : Qualifié au prochain tour (ou à la prochaine compétition), lors d'une compétition majeure, grâce au repêchage ou à la réalisation de l'une des meilleures performances parmi celles des « non qualifiés directement » (grâce au meilleur temps ou à la meilleure distance par exemple) (secondary qualifier)